# Stephanie Zambra
Stephanie Roche devenue Stephanie Zambra par son mariage en 2022, née le 13 juin 1989 à Dublin, est une footballeuse internationale irlandaise, . Elle évolue au poste d'attaquante avec l'équipe de république d'Irlande de football féminin.

## Biographie
Elle inscrit 71 buts en trois saisons avec Peamount United, dont 26 en 2013-2014 et devient la meilleure buteuse de tous les temps du championnat irlandais.
En 2014, elle est la sixième femme nommée pour le prix Puskás (plus beau but de l’année) et la première à être finaliste de ce même prix pour un but marqué le 20 octobre 2013. Sollicitée par de nombreux clubs et journalistes à la suite de cette nomination, elle décide en janvier 2015 de quitter l'ASPTT Albi. Elle rejoint alors les Dash de Houston, aux États-Unis.
Au moment de son transfert vers les Shamrock Rovers Ladies, elle annonce son intention de jouer dorénavant sous son nom marital, Stephanie Zambra à partir du début de la saisons 2023.

## Source
- (en) John O'Shea, Republic of Ireland Women : A Biography in nine lives, Lucan, Hero Books, 2023, 213 p. (ISBN 978-1-910827-79-6), p. 103-118.